# Благовещенский, Иван Иванович
Ива́н Ива́нович Благове́щенский (19 февраля 1853 — 31 мая 1924, Петрозаводск) — писатель, краевед, статистик и библиограф, исследователь быта и условий жизни населения Олонецкой губернии.

## Биография
Родился в семье священника. Окончил Олонецкую духовную семинарию в 1875 году.
С 1875 по 1880 год работал учителем Ильинского сельского училища. В 1880 году поступил на гражданскую службу секретарем Олонецкого уездного полицейского управления. С 1883 года служил младшим помощником правителя канцелярии олонецкого губернатора.
С 1891 года — секретарь Олонецкого губернского правления, с 1904 года — старший советник правления.
С 1887 по 1910 год — секретарь Олонецкого губернского статистического комитета.
В 1897 году был одним из организаторов Всероссийской переписи населения в Олонецкой губернии. Под его руководством издано две редакции «Олонецкого сборника», 10 выпусков «Памятной книжки Олонецкой губернии», составлен «Список населённых мест Олонецкой губернии» за 1897 год.
Назначался директором детских приютов Олонецкой губернии. В 1910—1912 годах руководил Олонецким губернским музеем. Заведовал олонецкой губернской типографией.
В 1913 году был избран членом правления Общества изучения Олонецкой губернии.
Был членом Олонецкого губернского училищного совета. 
В 1911—1915 годах избирался почётным мировым судьей по Петрозаводскому уезду Олонецкой губернии.
В 1915—1917 годах в исполнял обязанности военного цензора Олонецкой губернии.
После Октябрьской революции работал управляющим делами в Олонецком губернском статистическом бюро, с 1 мая 1919 г. на пенсии.

## Труды
И. И. Благовещенским издан ряд трудов по истории, географии и экономике Олонецкой губернии, статей в газете «Олонецкие губернские ведомости». Наиболее значимыми работами являются:
- «Ученые исследования в Олонецкой губернии»,
- «Надельные крестьяне и обельные вотчинники в Олонецкой губернии»;
- «Материалы для статистики Олонецкой губернии. Земледелие. Промыслы. Заводская и фабричная промышленность»;
- «Материалы для статистики речного судоходства Олонецкой губернии»;
- «Народное просвещение в Олонецкой губернии в 1901 г.»;
- «Народонаселение Олонецкой губернии в 1892 г.»[2]
- Благовещенский, Иван Иванович. Александр Карлович Гинтер [1828-1898]: Некролог. — Петрозаводск, 1899.
- Благовещенский, Иван Иванович, Гарязин А. Л. Кустарная промышленность в Олонецкой губернии. — Петрозаводск, 1895.
- Благовещенский, Иван Иванович. Об образовании самостоятельной Олонецкой епархии // Памятная книжка Олонецкой губернии на 1902. — Петрозаводск, 1902.
- Благовещенский, Иван Иванович. Памяти Императора Александра I Благословенного и Отечественной войны для жителей Олонецкого края. — Петрозаводск, 1912.